# Хаза, Офра

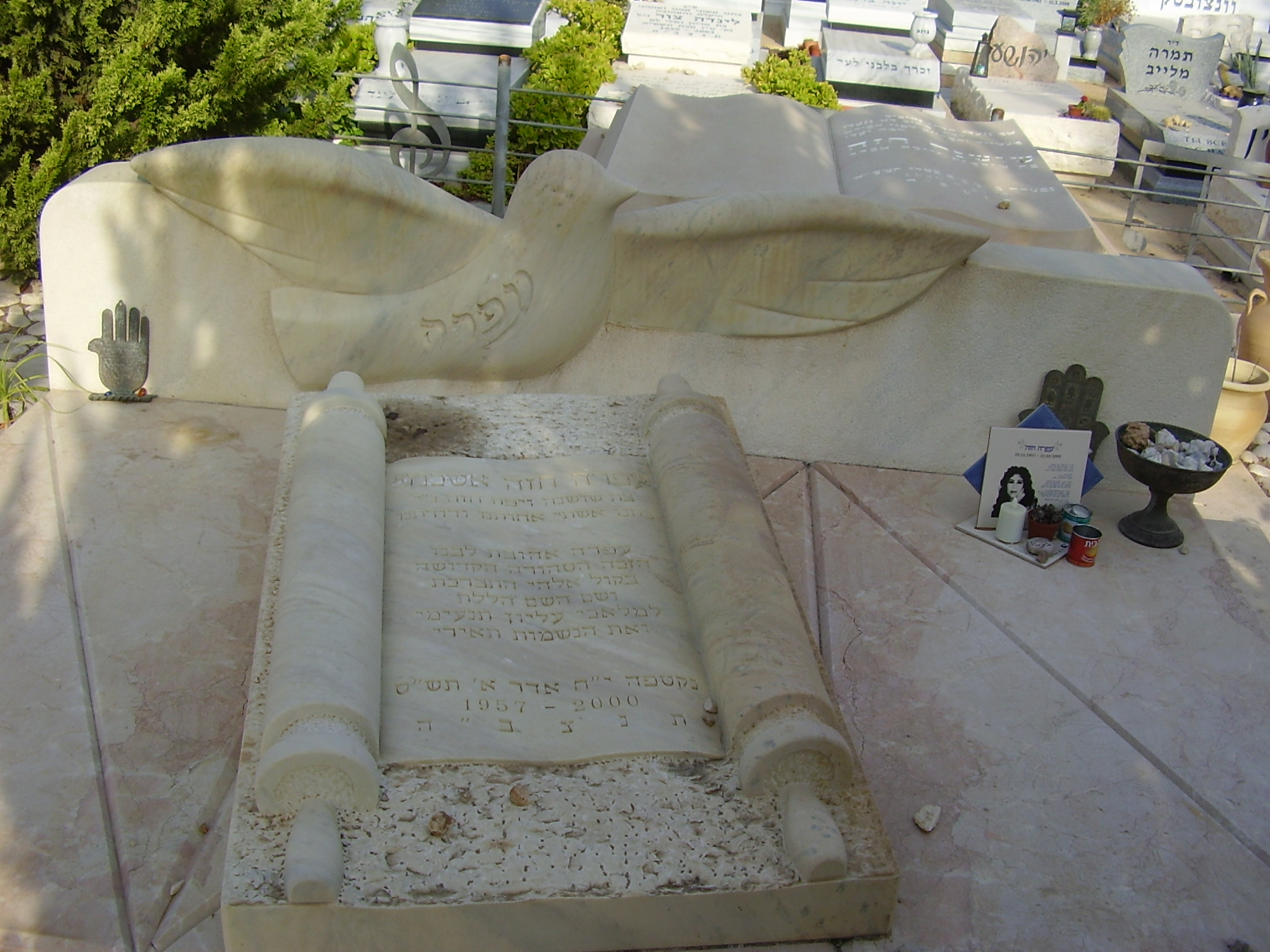
Надгробие

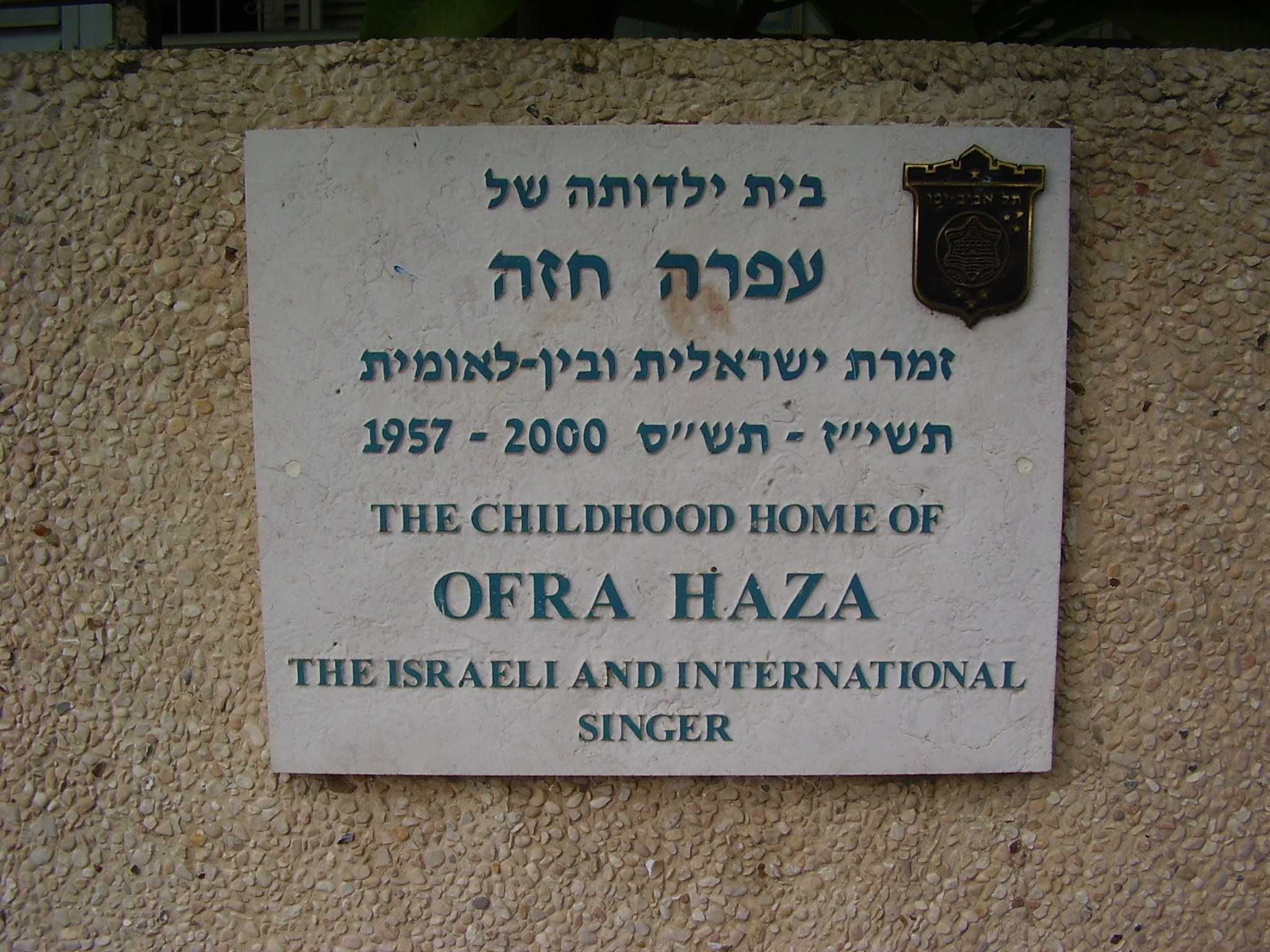
Мемориальная доска на доме, где прошло её детство

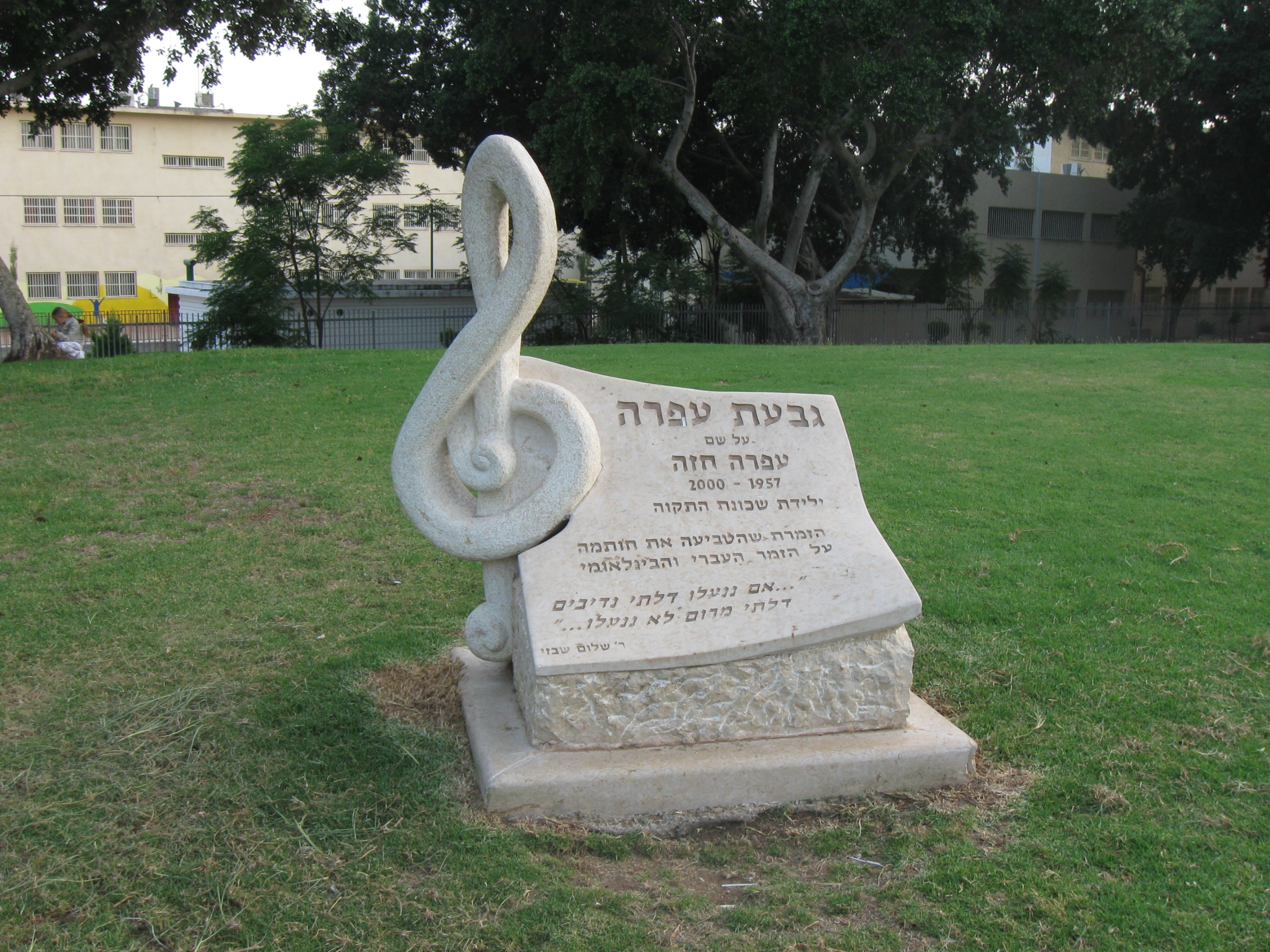
Памятник в Тель-Авиве

Офра Хаза (19 ноября 1957, Тель-Авив — 23 февраля 2000, Рамат-Ган) — израильская певица и актриса.

## Биография
Родилась в многодетной семье репатриантов из Йемена. Была младшей из девяти детей. С 12 лет выступала в группе Hatikva, в составе которой получила множество национальных музыкальных премий. В 1980 году записала первый сольный альбом Al Ahavot Shelanu. В 1980—1983 гг. четырежды подряд признавалась лучшей певицей Израиля. На Евровидении 1983 заняла 2-е место с песней «Хай» («Жив»).
В 1985 году записала альбом Yemenite Songs с песнями, написанными на стихи поэта XVI века Шалома Шабази и других йеменских поэтов. В 1988 году сингл Im Nin Alu попал в двадцатку лучших британских хитов, а также занял первые места в западногерманском и европейском хит-парадах. В 1989 удостоилась звания «Певица года» на церемонии вручения немецкой музыкальной премии Tigra Award и премии The New Music Award за лучший альбом года (Shaday), а в 1990 — премии World Music Award как лучшая певица Израиля. В 1992 альбом Kirya был номинирован на премию «Грэмми».
В 1991 в рамках акции «Музыканты мира за мир» приняла участие в записи видео на песню Джона Леннона Give Peace a Chance, а в 1992 записала с британской готик-рок группой The Sisters of Mercy новую версию их хита Temple of Love, поднявшуюся на третье место в британском хит-параде.
Затем Офра исчезла из поля зрения её поклонников за рубежом, сосредоточившись на творческой деятельности в Израиле и вновь появилась на сцене лишь в 1997 году. В том же году вышла замуж за бизнесмена Дорона Ашкенази. В 1998 году она вместе с пакистанским музыкантом Али Акбар Ханом приняла участие в проекте композитора Джонатана Элиаса, известного по совместной работе с группой Yes и другими исполнителями, The Prayer Cycle, объединившем в себе музыкальное наследие еврейской, мусульманской и христианской культур. В том же году участвовала в озвучивании одного из персонажей мультфильма «Принц Египта» и исполняла песню из этого мультфильма Deliver Us на 17 языках.
В феврале 2000 г. Офра Хаза в тяжёлом состоянии была госпитализирована в больницу «Шиба» в Тель-ха-Шомере. Дважды ранее жизнь Хазы была спасена чудом. В 1987 г. разбился самолёт ВВС Израиля, который вёз её и Бецалеля Алони назад после выступления на военной базе на юге. Они отделались лёгкими травмами. Второй раз был в 1994 г., когда молния ударила в самолёт, на котором Хаза возвращалась из Лондона, однако лайнер не пострадал и совершил успешную посадку. В третий раз чуда не произошло, и через две недели Офра Хаза скончалась в больнице, от пневмонии на фоне СПИДа, которым, как утверждал её менеджер, она заразилась от своего мужа Дорона Ашкенази. После её смерти в её память вышел тройной сборник «Мангинат ха-лев» («Мелодия сердца»), содержащий лучшие её песни разных лет и из разных альбомов, вышедших в Израиле и за границей.

## Альбомы
- 1974 — Ahava Rishona (с Shechunat Hatikvah Workshop Theatre)
- 1976 — Ve-hutz Mizeh Hakol Beseder (с Shechunat Hatikvah Workshop Theatre)
- 1977 — Atik Noshan (с Shechunat Hatikvah Workshop Theatre)
- 1979 — Shir HaShirim Besha’ashu’im (с Shechunat Hatikvah Workshop Theatre)
- 1980 — Al Ahavot Shelanu
- 1981 — Bo Nedaber
- 1982 — Pituyim
- 1982 — Li-yeladim
- 1983 — Hai
- 1983 — Shirey Moledet 1
- 1984 — Bayt Ham
- 1984 — Shirey Teyman (Yemenite Songs)
- 1985 — Adamah
- 1985 — Shirey Moledet 2
- 1986 — Yamim Nishbarim
- 1987 — Shirey Moledet 3
- 1987 — Album HaZahav
- 1988 — Shaday
- 1988 — Yemenite Love
- 1989 — Desert Wind
- 1992 — Kirya
- 1993 — Oriental Nights
- 1994 — Kol Haneshama
- 1995 — Queen in Exile
- 1997 — Ofra Haza
- 1998 — At Montreux Jazz Festival
- 2000 — Greatest Hits vol.1/Bemanginat Halev
- 2001 — Music History
- 2004 — Greatest Hits vol.2/Bemanginat Halev
- 2008 — Forever Ofra Haza

## Видео
- Galbi - Ofra Haza
- Ofra Haza Im Nin Alu

## Саундтреки
- 1988 — Colors
- 1990 — Дикая орхидея
- 1994 — Королева Марго (Queen Margot)
- 1998 — Принц Египта
- 1998 — The Governess